# Bischofův lom
Bischofův lom je bývalý lom u Horních Albeřic v Krkonoších. Nachází se zde jedna z nejdelších jeskyní Krkonoš.

## Popis
Jedná se o bývalý vápencový lom, který byl vybudován v 19. století. Nachází se ve východní části Krkonošského národního parku, u hranic s Polskem. Typově jde o povrchový lom. Průměrná teplota se v létě pohybuje okolo 7 °C. Na konci lomu se nachází vstup do, pro veřejnost nepřístupné, Albeřické jeskyně, jejíž podstatná část je trvale zatopena.

## Přístup
Přístup je možný po červené turistické značce, která vede okolo lomu. Vstup do Albeřické jeskyně je zakázán. Parkování aut je možné v osadě Horní Albeřice, nejbližší autobusová zastávka je v Horním Maršově.